# شهرستان کارنی (کانزاس)
شهرستان کارنی، کانزاس (به انگلیسی: Kearny County, Kansas) یک سکونتگاه مسکونی در ایالات متحده آمریکا است که در کانزاس واقع شده‌است.